# ماتيلدا لوتز
ماتيلدا لوتز (بالإيطالية: Matilda Anna Ingrid Lutz)‏ هي عارضة وممثلة إيطالية، ولدت في 28 يناير 1992 بميلانو في إيطاليا.

## وصلات خارجية
- ماتيلدا لوتز على موقع IMDb (الإنجليزية)
- ماتيلدا لوتز على موقع ألو سيني (الفرنسية)
- ماتيلدا لوتز على موقع قاعدة بيانات الفيلم (الإنجليزية)
- ماتيلدا لوتز على موقع كينوبويسك (الروسية)